# Jean-Claude Gardin
Jean-Claude Gardin fue un francés libre y un arqueólogo francés (París, 3 de abril de 1925-8 de abril de 2013). Su investigación se ha centrado principalmente en la automatización documental, la arqueología de la antigua Bactria y la epistemología de la arqueología y las ciencias humanas.

## Biografía
Se alistó en la Francia Libre en septiembre de 1940, cuando tenía quince años, y terminó la guerra con el grado de alférez. Casado por primera vez en 1962 y divorciado en 1984, se casó con la actriz Josephine Chaplin el 9 de septiembre de 1989 en Corsier-sur-Vevey. De esta unión nació un hijo, Arthur.
En 1957, gracias al apoyo de Henri Seyrig, fundó el Centro Mécanographique de Documentation Archéologique (CMDA) en el CNRS, que se convirtió, en 1960, en el Centro de Análisis Documental para la Arqueología (CADA). En 1962 fue contratado como director de estudios en la EPHE, donde había colaborado durante varios años con Claude Lévi-Strauss. Posteriormente, en 1970, contribuyó a la creación del Centro de Investigaciones Arqueológicas (CRA) del CNRS.
Durante su carrera desarrolló su trabajo en dos áreas principales: por un lado, en la automatización documental, la recuperación de la información y los lenguajes documentales (desarrollando en particular el lenguaje SYNTOL, Lenguaje de Organización Sintagmática ); por otro lado, en trabajos sobre la arqueología de Asia Central, en particular realizando excavaciones y prospecciones en Afganistán en sitios relacionados con la antigua Bactria (como Lashkari Bazar, en colaboración con Daniel Schlumberger). En la intersección de estas dos orientaciones de investigación ha contribuido al desarrollo de aplicaciones documentales automáticas, estadística sistemas expertos en arqueología, y debates en la epistemología de las ciencias humanas. Sobre este tema mantuvo relaciones con una serie de intelectuales a escala internacional, como Tito Orlandi, Christopher Peebles, Henri Seyrig, Claude Lévi-Strauss, Paul Braffort, Carl-Axel Moberg, Peter Ihm, etc.
Jacques Lacarrière, en la colección que publicó en 1989 (Ce bel Aujourd'hui), le dedica una meditación sobre el famoso transatlántico francés Normandía, La/Le Normandie.
En 2002, fue uno de los miembros fundadores de la Association Arkeotek (Asociación europea para la arqueología de las técnicas), creada en la Casa de Arqueología y Etnología de la Universidad de París-Nanterre.